# ان‌دابلیو اس
ان‌دابلیو اس (NW S) خودرویی است که در سال‌های ۱۹۰۶ تا ۱۹۱۲ S۴ (۱۸/۲۴، ۱۶/۲۰)۱۹۱۳ - ۱۹۱۷ S۴ (۲۰/۳۰)
۶۲ producedدر موراوی تولید شده‌است. 
طراحی آن خودروهای موتور جلو-محور عقب بوده است. 